# Smooth Criminal
«Smooth Criminal» (з англ. «Спритний злочинець») — сьомий сингл і десята пісня, написана у стилі електро фанк, з сьомого альбому Майкла Джексона «Поганий».

## Випуск пісні
Випуск пісні компанією Epic Records відбувся 21 жовтня 1988 року.

## Музичне відео
Музичне відео було зняте режисером Коліном Чільверсом (з лютого по квітень 1987 року). Прем'єра музичного відео відбулася у лютому 1989 року.

## Концертні виступи
Вперше Джексон представив пісню у другій половині Bad World Tour (1988—1989). Також пісня виконувалася під час інших сольних турів співака: Dangerous World Tour (1992—1993) та HIStory World Tour (1996—1997). У березні 2009 року Майкл анонсував 50 концертів у Лондоні під назвою This Is It, які повинні були відбуватися з липня 2009 по березень 2010. На цих концертах звучала і ця пісня. Але через раптову смерть Джексона 25 червня 2009, тур скасували.

## Сюжет пісні
У пісні Майкл Джексон розповідає про вбивство («Спритним злочинцем») дівчині по імені Енні, яка втікає від своєї смерті, але від долі не втечеш.